# إنريكي سولا
إنريكي سولا كليمنتي (بالإسبانية: Enrique Sola Clemente)‏ (مواليد 25 فبراير 1986) هو لاعب كرة قدم إسباني ، يلعب حاليًا لنادي أتلتيك بيلباو الإسباني في مركز الهجوم.

## الألقاب والإنجازات

### أتلتيك بيلباو
- كأس السوبر الإسباني: 2015

## روابط خارجية
- إنريكي سولا على موقع إي إس بي إن إف سي (الإنجليزية)
- إنريكي سولا على موقع قاعدة بيانات كرة القدم.إي يو (الإنجليزية)
- إنريكي سولا على موقع Soccerbase.com (لاعب) (الإنجليزية)
- إنريكي سولا على موقع Soccerway.com (الإنجليزية)
- إنريكي سولا على موقع عالم كرة القدم.نت (الإنجليزية)
- إنريكي سولا على موقع AS.com (الإسبانية)